# Anaphalis himachalensis
Anaphalis himachalensis là một loài thực vật có hoa trong họ Cúc. Loài này được Aswal & Goel mô tả khoa học đầu tiên năm 1988.